# Албрехт II (Саксония-Витенберг)
Вижте пояснителната страница за други личности с името Албрехт II.
Албрехт II (на немски: Albrecht II; Albert II; * 1250; † 25 август 1298 при Акен) от род Аскани, е курфюрст, имперски ерцмаршал на Свещената Римска империя и основател на херцогството Саксония-Витенберг от 1260 до 1298 г.

## Живот
Той е по-малкият син на херцог Албрехт I от Саксония (1212 – 1260) и Хелена фон Брауншвайг-Люнебург (1231 – 1273), дъщеря на херцог Ото Детето (1204 – 1252) от фамилията Велфи и Матилда от Бранденбург (1210 – 1261) от фамилията Аскани.
След смъртта на баща му той поема частите, които по-късно стават херцогство Саксония-Витенберг, а по-големият му брат Йохан I (* 1247, † 30 юли 1286) териториите на по-късното херцогство Саксония-Лауенбург.
Албрехт II се жени през 1273 г. за Агнес фон Хабсбург (* 1257, Рейнфелден, † 11 октомври 1322, Витенберг), дъщеря на по-късния крал Рудолф I Хабсбург и сестра на римско-немския крал Албрехт I от Хабсбургите.
През 1282 г. брат му Йохан оставя управлението на синовете си, отива в манастир Витенберг и назначава Албрехт II като техен надзорник по времето на малолетието им.
Албрехт II умира по време на битка близо до Акен на Елба и е погребан в църквата на Витенберг. Той е последван от сина му Рудолф I.

## Деца
Албрехт II и Агнес фон Хабсбург имат децата:
- Рудолф I (* 1284, † 12 март 1356)
- Ото († 1349) ∞ Луция от Далмация
- Алберт II (* 1285, † 19 май 1342), епископ на Пасау (1320 – 1342)
- Венцел († 17 март 1327), домхер в Халберщат
- Елизабет († 3 март 1341) ∞ 1317 с Обицо III д’Есте-Ферара в Италия
- Анна († 22 ноември 1327)

1. ∞ 8 август 1308 в Майсен с маркграф Фридрих der Lahme (* 9 май 1293, † 13 януари 1315), син на Фридрих I от Майсен
2. ∞ 6 юли 1315 с херцог Хайнрих II от Мекленбург наричан „Лъвът“ (* 1267 в Рига, † 21 януари 1329 в Доберан)